# Новозеландский орден Заслуг
Новозеландский орден Заслуг (англ. New Zealand Order of Merit) — государственная награда Новой Зеландии.

## История
До 1996 года новозеландцы за свои достижения вознаграждались орденами Великобритании.
В 1995 году был создан Консультативный совет при премьер-министре Новой Зеландии, который должен был определить принципы национальной наградной системы.
Орден Заслуг был учреждён королевой Новой Зеландии Елизаветой II 30 мая 1996 года для поощрения граждан за особые заслуги перед короной или нацией, либо достигших значительных успехов в своей профессиональной деятельности.
Сувереном ордена является монарх Новой Зеландии.
Канцлером ордена по должности является Генерал-губернатор Новой Зеландии.
Дизайнер ордена — Филип О’Ши.

## Степени

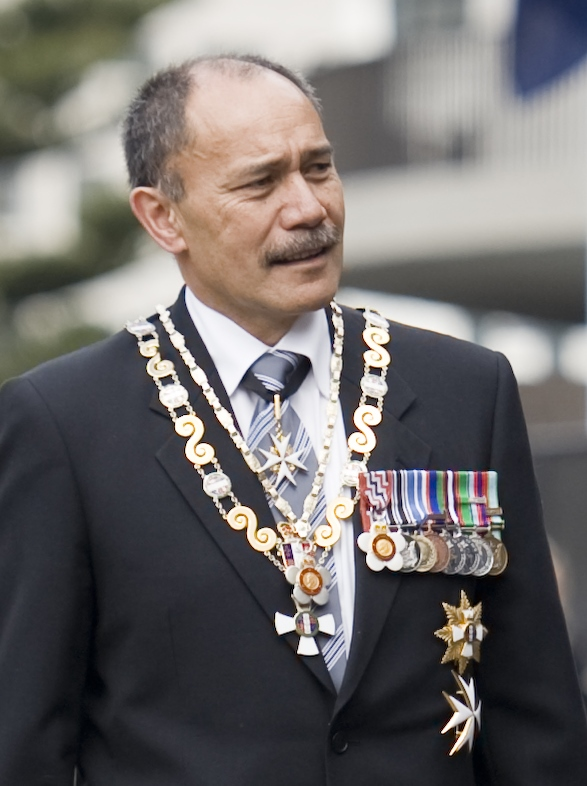
Генерал-губернатор Новой Зеландии Джерри Матепараи с цепями орденов Заслуг и Почётного королевы на груди

Орденская цепь полагается только суверену и канцлеру ордена.
Орден Заслуг имеет пять классов:
- Рыцарь или Дама Гранд-компаньон (GNZM) — золотой знак ордена на чрезплечной ленте, золотая звезда на левой стороне груди. Награждённые имеют право на титул Сэр или Дама.
- Рыцарь или Дама Компаньон (KNZM или DNZM) — золотой знак на шейной ленте (женщины — бант на левом плече), серебряная звезда на левой стороне груди. Награждённые, также как и в случае с описанным выше классом, имеют право на титул Сэр или Дама.
- Компаньон (CNZM) — золотой знак на шейной ленте (женщины — бант на левом плече)
- Офицер (ONZM) — позолоченный серебряный знак без эмали на нагрудной ленте (женщины — бант на левом плече)
- Член (MNZM) — серебряный знак без эмали на нагрудной ленте (женщины — бант на левом плече)

10 апреля 2000 года в статут ордена были внесены изменения, определившие новые классы:
- Главный компаньон (PCNZM)
- Заслуженный компаньон (DCNZM)
- Компаньон (CNZM)
- Офицер (ONZM)
- Член (MNZM)

### Квоты
Количество Рыцарей или Дам Гранд-компаньонов (и Главных компаньонов) не должна превышать 30 живых людей. Кроме того, новые назначения ограничены 15 Главными компаньонами, 40 компаньонами, 80 офицерами и 140 членами в год.
В ордене существует три типа членства. Обыкновенными членами могут быть только граждане Новой Зеландии или страны Содружества. Дополнительные члены назначаются по особым случаям и в общем числе членов не учитываются.
Граждане иностранных государств назначаются в Почётное членство.

## Описание

### Орденская цепь
Орденская цепь состоит из чередующихся звеньев, соединённых между собой двойными цепочками. Центральное звено представляет собой гербовой щит Новой Зеландии с короной в цветных эмалях.
Остальные звенья:
- золотое S-образное;
- круглое, с вписанным в круг гербовым щитом Новой Зеландии в цветных эмалях.

К центральному звену крепится знак ордена.

### Знак
Знак ордена — прямой равносторонний крест с расширяющимися округлыми концами, покрытый эмалью белого цвета. В центре круглый коронованный королевской короной в цветных эмалях медальон с широкой каймой зелёной эмали с золотыми бортиками. В медальоне вписанный в круг гербовой щит Новой Зеландии в цветных эмалях. На кайме золотыми буквами надписи: вверху «FOR MERIT», внизу «TONU HIRANGA».

### Звезда
Звезда ордена восьмиконечная, лучи которой представляют собой ветви папоротника. На звезду наложен знак ордена.

### Лента
Лента ордена цвета тёмно-бордовой охры.

## В геральдике

Геральдический знак, помещаемый за гербовым щитом награждённого

Награждённые орденом двух высших классов имеют право добавить в свой личный герб за гербовой щит символ ордена — зелёный круг с золотой каймой и надписями: вверху «FOR MERIT», внизу «TONU HIRANGA».